# San Antonio de la Paz, Mexiko
San Antonio de la Paz är en ort i Mexiko.   Den ligger i kommunen San Francisco del Rincón och delstaten Guanajuato, i den centrala delen av landet, 300 km nordväst om huvudstaden Mexico City. San Antonio de la Paz ligger 1 758 meter över havet och antalet invånare är 275.
Terrängen runt San Antonio de la Paz är en högslätt. Runt San Antonio de la Paz är det mycket tätbefolkat, med 1 135 invånare per kvadratkilometer. Närmaste större samhälle är León de los Aldama, 17,2 km nordost om San Antonio de la Paz. Trakten runt San Antonio de la Paz består till största delen av jordbruksmark.